# Thymus transcaucasicus
Thymus transcaucasicus (чубрець закавказький) — вид рослин родини глухокропивові (Lamiaceae), поширений у Туреччині, Вірменії, Азербайджані й пн.-зх. Ірані.

## Опис
Напівчагарник 5–20 см заввишки. Стебла численні, розгалужені. Листки черешкові, від яйцювато-довгастих до яйцюватих, голі, темно-зелені. Суцвіття головчасті. Чашечка 5 мм, запушена. Квіти 6–8 мм довжиною, червонувато-трояндові.

## Поширення
Поширений у пн.-сх. Туреччині, Вірменії Азербайджані й пн. Ірані.